# La Motte-Feuilly
Pour l’article homonyme, voir La Motte.
La Motte-Feuilly est une commune française située dans le département de l'Indre, en région Centre-Val de Loire.

## Géographie

### Localisation
La commune est située dans le sud-est du département, dans la région naturelle du Boischaut Sud.
Les communes limitrophes sont : Champillet (2 km), Feusines (2 km), Montlevicq (4 km), Briantes (5 km) et Sainte-Sévère-sur-Indre (7 km).
Les communes chefs-lieux et préfectorales sont : La Châtre (9 km), Châteauroux (42 km), Issoudun (46 km) et Le Blanc (79 km).

### Hameaux et lieux-dits
Les hameaux et lieux-dits de la commune sont : Bellevue, les Réjaudons et la Métairie.

### Géologie et hydrographie
La commune est classée en zone de sismicité 2, correspondant à une sismicité faible.

### Climat
Pour des articles plus généraux, voir Climat du Centre-Val de Loire et Climat de l'Indre.
En 2010, le climat de la commune est de type climat océanique dégradé des plaines du Centre et du Nord, selon une étude du CNRS s'appuyant sur une série de données couvrant la période 1971-2000. En 2020, Météo-France publie une typologie des climats de la France métropolitaine dans laquelle la commune est exposée à un climat océanique altéré et est dans la région climatique Ouest et nord-ouest du Massif Central, caractérisée par une pluviométrie annuelle de 900 à 1 500 mm, maximale en automne et en hiver.
Pour la période 1971-2000, la température annuelle moyenne est de 11,1 °C, avec une amplitude thermique annuelle de 15,3 °C. Le cumul annuel moyen de précipitations est de 827 mm, avec 12,4 jours de précipitations en janvier et 7,5 jours en juillet. Pour la période 1991-2020, la température moyenne annuelle observée sur la station météorologique de Météo-France la plus proche, « Ste--Sévère », sur la commune de Sainte-Sévère-sur-Indre à 6 km à vol d'oiseau, est de 12,1 °C et le cumul annuel moyen de précipitations est de 843,9 mm,. Pour l'avenir, les paramètres climatiques de la commune estimés pour 2050 selon différents scénarios d'émission de gaz à effet de serre sont consultables sur un site dédié publié par Météo-France en novembre 2022.

### Voies de communication et transports
Le territoire communal est desservi par les routes départementales : 36, 36A, 917 et 943.
Les gares ferroviaires les plus proches sont les gares de Châteauroux (44 km) et Argenton-sur-Creuse (49 km).
La Motte-Feuilly est desservie par la ligne F du Réseau de mobilité interurbaine.
L'aéroport le plus proche est l'aéroport de Châteauroux-Centre, à 48 km.
Le territoire communal est traversé par le sentier de grande randonnée 654 et par le sentier de grande randonnée de pays : Sur les pas des maîtres sonneurs.

## Urbanisme

### Typologie
Au 1er janvier 2024, La Motte-Feuilly est catégorisée commune rurale à habitat très dispersé, selon la nouvelle grille communale de densité à sept niveaux définie par l'Insee en 2022.
Elle est située hors unité urbaine. Par ailleurs la commune fait partie de l'aire d'attraction de La Châtre, dont elle est une commune de la couronne,. Cette aire, qui regroupe 14 communes, est catégorisée dans les aires de moins de 50 000 habitants,.

### Occupation des sols
L'occupation des sols de la commune, telle qu'elle ressort de la base de données européenne d’occupation biophysique des sols Corine Land Cover (CLC), est marquée par l'importance des territoires agricoles (91,8 % en 2018), une proportion identique à celle de 1990 (91,8 %). La répartition détaillée en 2018 est la suivante : 
terres arables (44 %), prairies (40,9 %), forêts (8,2 %), zones agricoles hétérogènes (6,9 %). L'évolution de l’occupation des sols de la commune et de ses infrastructures peut être observée sur les différentes représentations cartographiques du territoire : la carte de Cassini (XVIIIe siècle), la carte d'état-major (1820-1866) et les cartes ou photos aériennes de l'IGN pour la période actuelle (1950 à aujourd'hui).

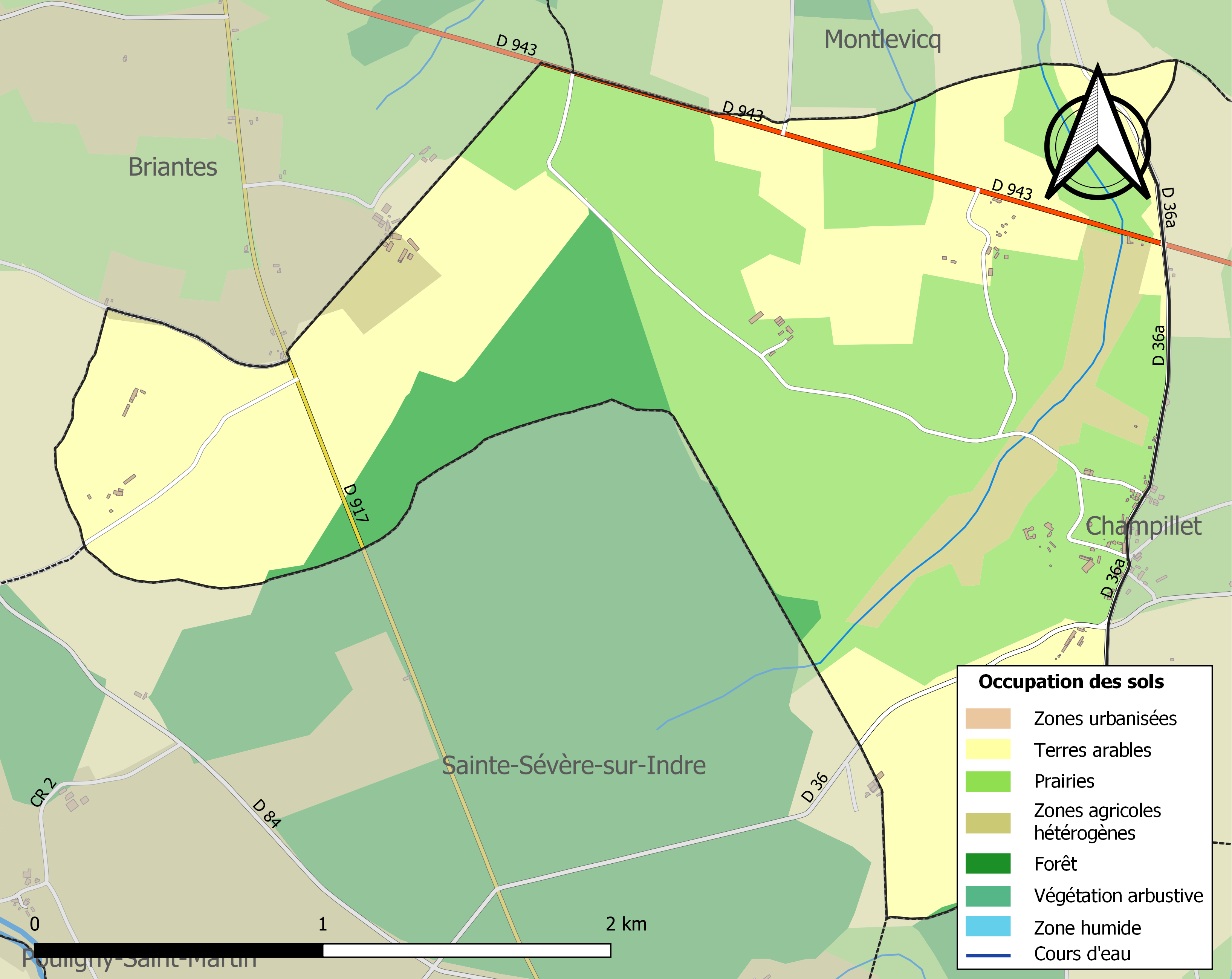
Carte des infrastructures et de l'occupation des sols de la commune en 2018 (CLC).

### Logement
Le tableau ci-dessous présente le détail du secteur des logements de la commune :
| Date du relevé                                              | 2013   |
| Nombre total de logements                                   | 26     |
| Résidences principales                                      | 63,3 % |
| Résidences secondaires                                      | 11 %   |
| Logements vacants                                           | 25,7 % |
| Part des ménages propriétaires de leur résidence principale | 88,2 % |

### Risques majeurs
Le territoire de la commune de La Motte-Feuilly est vulnérable à différents aléas naturels : météorologiques (tempête, orage, neige, grand froid, canicule ou sécheresse) et séisme (sismicité faible). Un site publié par le BRGM permet d'évaluer simplement et rapidement les risques d'un bien localisé soit par son adresse soit par le numéro de sa parcelle.

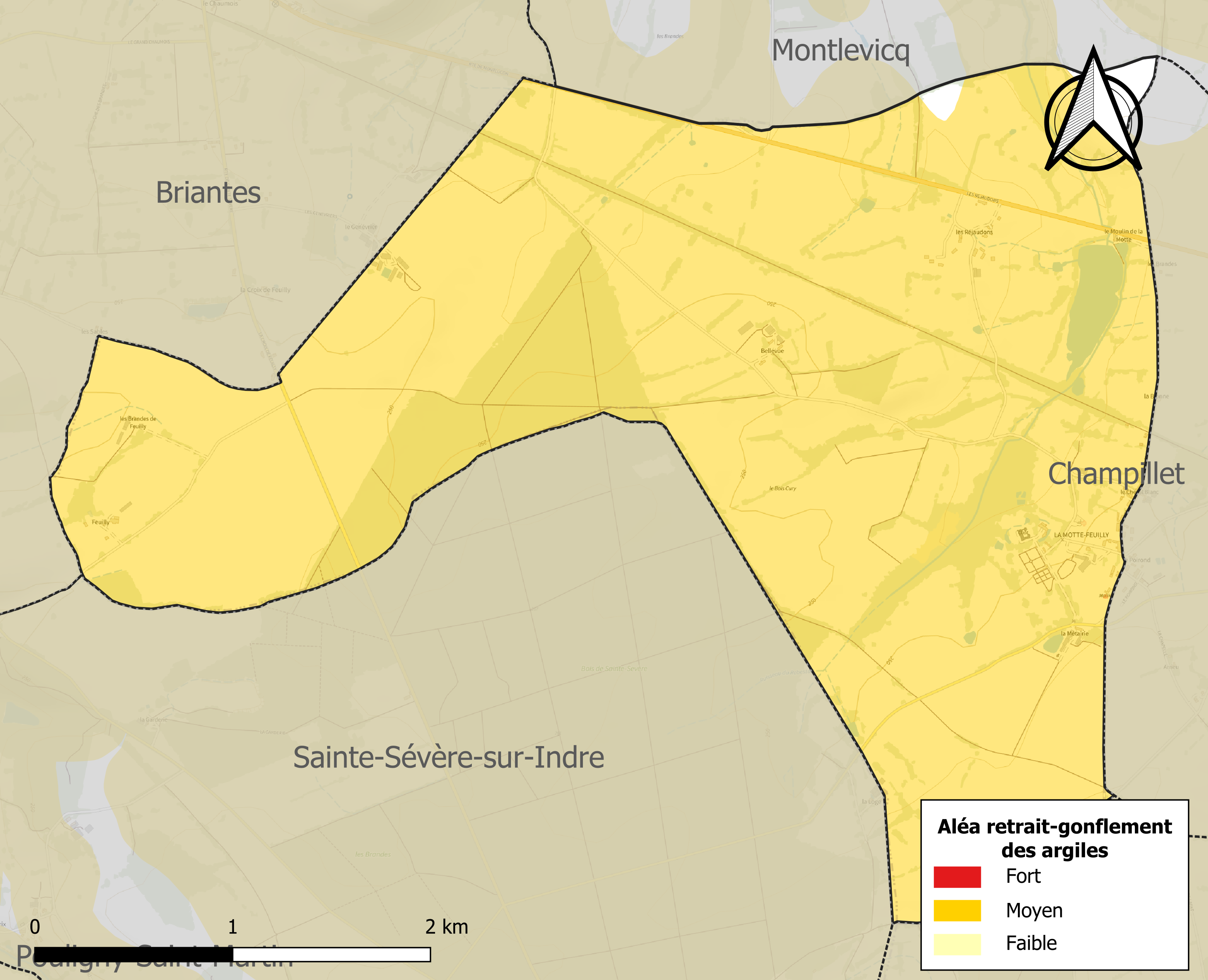
Carte des zones d'aléa retrait-gonflement des sols argileux de La Motte-Feuilly.

Le retrait-gonflement des sols argileux est susceptible d'engendrer des dommages importants aux bâtiments en cas d’alternance de périodes de sécheresse et de pluie. 99,1 % de la superficie communale est en aléa moyen ou fort (84,7 % au niveau départemental et 48,5 % au niveau national). Sur les 28 bâtiments dénombrés sur la commune en 2019, 28 sont en aléa moyen ou fort, soit 100 %, à comparer aux 86 % au niveau départemental et 54 % au niveau national. Une cartographie de l'exposition du territoire national au retrait gonflement des sols argileux est disponible sur le site du BRGM,.
Concernant les mouvements de terrains, la commune a été reconnue en état de catastrophe naturelle au titre des dommages causés par des mouvements de terrain en 1999.

## Toponymie
Le nom de la localité est attesté sous la forme Mothe de Folli au XIe siècle.
Motte : tertre ou butte féodale.
Feuilly : les feuillus sont des arbres produisant des feuilles
L'origine de ce nom vient de « Motta Feuillaca, Motte feuillue », comme on disait les « bois follis », pour dire les « bois feuillus ».

## Histoire
- A la fin du 11ème siècle, un texte fait mention d'un site nommé : La motte Folly.
- En 1210, Raymond IV Palesteau, seigneur de Sainte Sévère (voir son château), donne à l'archevêque de Bourges un terrain pour construire une église dans le bourg neuf de Feuilly.
- Au 13ème siècle, par mariage, terres et château de La Motte Feuilly sont transmis à la famille Vicomtal (voir titre de noblesse) de Brosse (voir leur château).
- Au 14ème siècle, en épousant Eude IV de Sully, Aliénor de Brosse donne le château à cette illustre famille.
- Au milieu du 14ème siècle, Aliénor de Sully épouse Messire Vaudenay (famille bourguignonne).
- En 1476, le château appartient à la famille Chamborant.
- En 1487, le fils de Jean IV de Culan hérite du château. Il semble que la "porterie" soit modifiée.
- En 1504, Charlotte d'Albret achète le château.
- En 1514, à la mort de Charlotte, sa fille, Louise Borgia, devient propriétaire du château. Un inventaire des lieux est réalisé. Louise, fit ériger un tombeau en marbre dans l’enceinte de l'église en 1521. Il accueille le cœur de sa mère  enterrée  à  Bourges dans l'église des Annonciades[23].
- En 1517, Louise épouse Louis II de la Trémouille (je vous ai déjà décrit cette famille ici) et apporte ce château en dot.
- En 1530, Louise, devenue veuve, épouse Philippe de Bourbon, Baron de Busset.
- Au 19ème siècle, les douves sont aménagées en plan d'eau dans un petit parc. De nombreux arbres sont plantés.
- Au début du 21ème siècle, la découverte de loin de l'extérieur est libre et gratuite depuis la route. La visite de la propriété privée est interdite. Veuillez respecter la tranquillité du site.

## Politique et administration
La commune dépend de l'arrondissement de La Châtre, du canton de La Châtre, de la deuxième circonscription de l'Indre et de la communauté de communes de La Châtre et Sainte-Sévère.
| Période                                  | Période  | Identité         | Étiquette | Qualité             |
| ---------------------------------------- | -------- | ---------------- | --------- | ------------------- |
| mars 2001,                               | En cours | Maryse Rouillard | DVD       | Exploitant agricole |
| Les données manquantes sont à compléter. |          |                  |           |                     |

## Population et société

### Démographie
L'évolution du nombre d'habitants est connue à travers les recensements de la population effectués dans la commune depuis 1793. Pour les communes de moins de 10 000 habitants, une enquête de recensement portant sur toute la population est réalisée tous les cinq ans, les populations de référence des années intermédiaires étant quant à elles estimées par interpolation ou extrapolation. Pour la commune, le premier recensement exhaustif entrant dans le cadre du nouveau dispositif a été réalisé en 2007.

En 2022, la commune comptait 74 habitants, en évolution de +45,1 % par rapport à 2016 (Indre : −3 %, France hors Mayotte : +2,11 %).
| 1793 | 1800 | 1806 | 1821 | 1831 | 1836 | 1841 | 1846 | 1851 |
| ---- | ---- | ---- | ---- | ---- | ---- | ---- | ---- | ---- |
| 130  | 126  | 114  | 75   | 63   | 145  | 126  | 153  | 168  |

| 1856 | 1861 | 1866 | 1872 | 1876 | 1881 | 1886 | 1891 | 1896 |
| ---- | ---- | ---- | ---- | ---- | ---- | ---- | ---- | ---- |
| 161  | 145  | 126  | 137  | 148  | 152  | 127  | 145  | 130  |

| 1901 | 1906 | 1911 | 1921 | 1926 | 1931 | 1936 | 1946 | 1954 |
| ---- | ---- | ---- | ---- | ---- | ---- | ---- | ---- | ---- |
| 127  | 138  | 116  | 101  | 111  | 94   | 94   | 95   | 95   |

| 1962 | 1968 | 1975 | 1982 | 1990 | 1999 | 2006 | 2007 | 2012 |
| ---- | ---- | ---- | ---- | ---- | ---- | ---- | ---- | ---- |
| 81   | 75   | 44   | 43   | 44   | 42   | 34   | 33   | 40   |

| 2017 | 2022 | - | - | - | - | - | - | - |
| ---- | ---- | - | - | - | - | - | - | - |
| 58   | 74   | - | - | - | - | - | - | - |

### Enseignement
La commune ne possède pas de lieu d'enseignement.

### Médias
La commune est couverte par les médias suivants : La Nouvelle République du Centre-Ouest, Le Berry républicain, L'Écho - La Marseillaise, La Bouinotte, Le Petit Berrichon, L'Écho du Berry, France 3 Centre-Val de Loire, Berry Issoudun Première, Vibration, Forum, France Bleu Berry et RCF en Berry.

## Économie
La commune se situe dans la zone d’emploi de Châteauroux et dans le bassin de vie de Châteaumeillant.

## Culture locale et patrimoine
- Château de Charlotte d'Albret ou Château de la Motte-Feuilly (inscrit aux Monuments Historiques)[32] (XVe siècle)

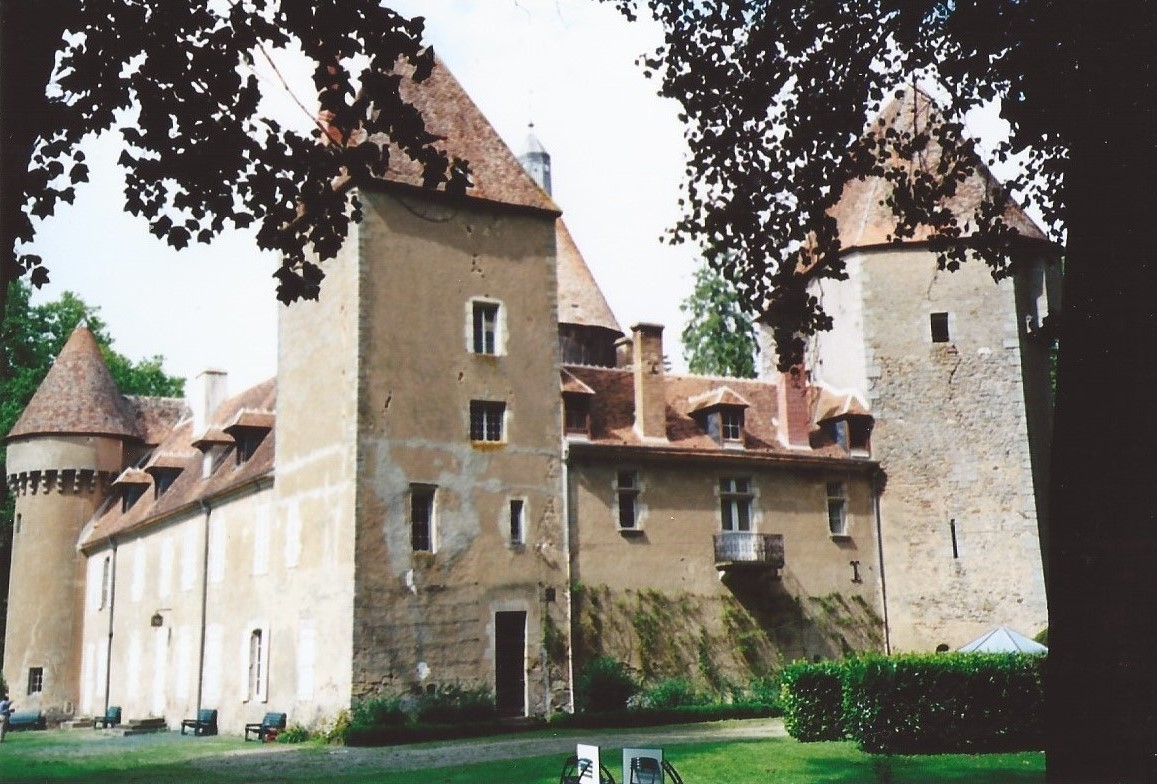
Château face ouest avec baies du XVIIIe siècle
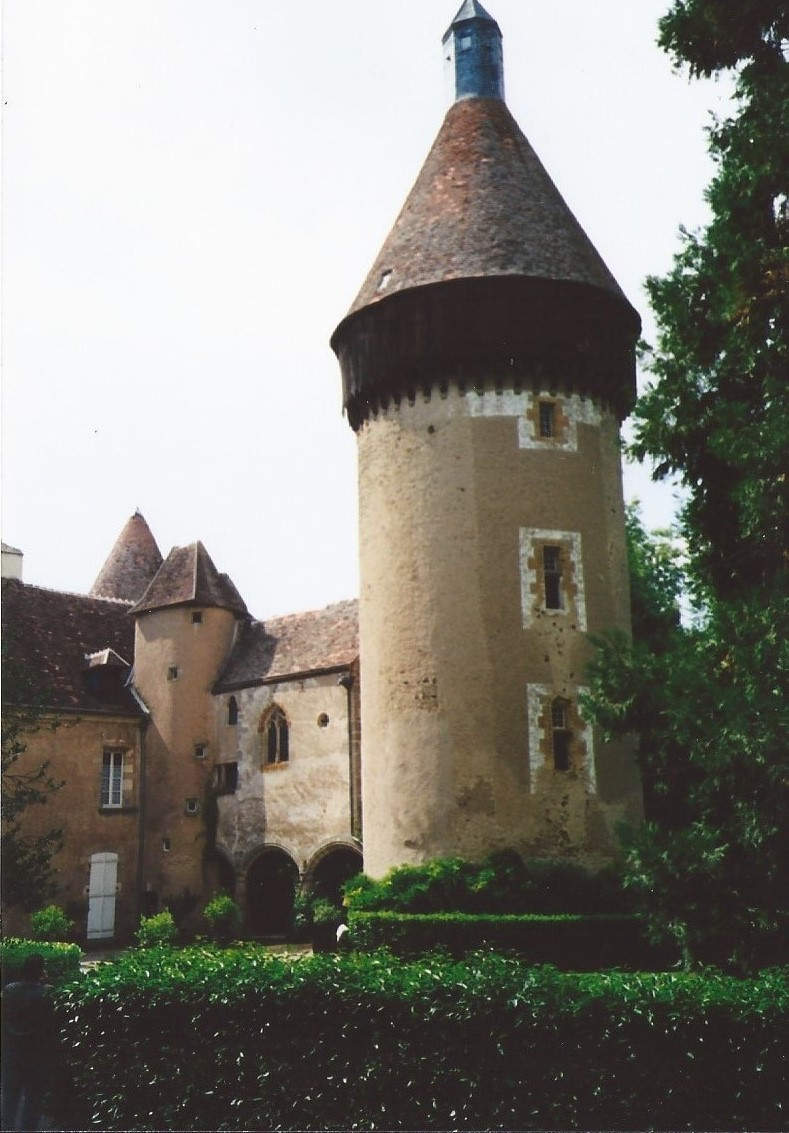
Tour du donjon (nord-est)
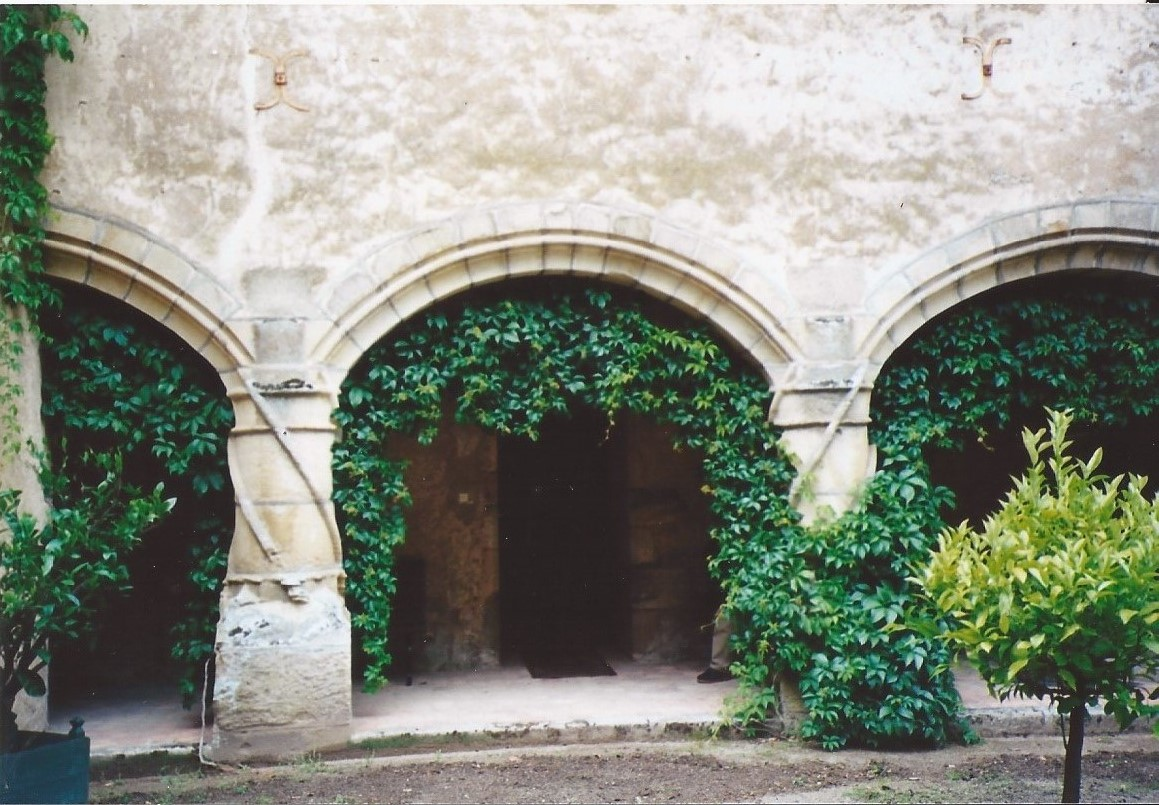
Rez-de-chaussée ouvert avec galerie à 2 arcades et demie et colonnes torsadées (ca 1510)
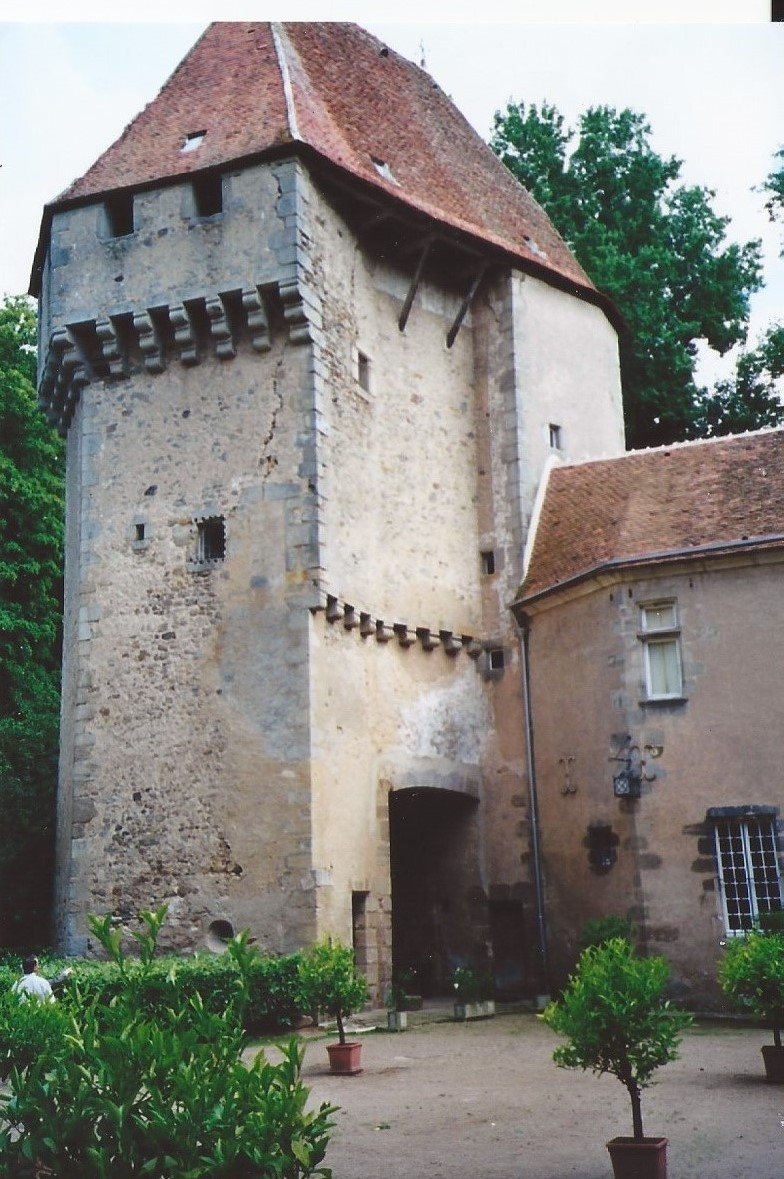
Tour d'angle

- Église Saint-Hilaire

Au sud, la chapelle carrée voûtée d'ogives s'ouvre sur une  nef unique. Elle abrite le tombeau de Charlotte d'Albret.
- Tombeau (gisant) de Charlotte d'Albret : gisant en albâtre et marbre noir dans la chapelle latérale sud de l’église paroissiale Saint-Hilaire. Date création 1521. Mutilé à la Révolution, le tombeau est restauré à la fin du 19e siècle et classé  monument  historique en 1892[33]

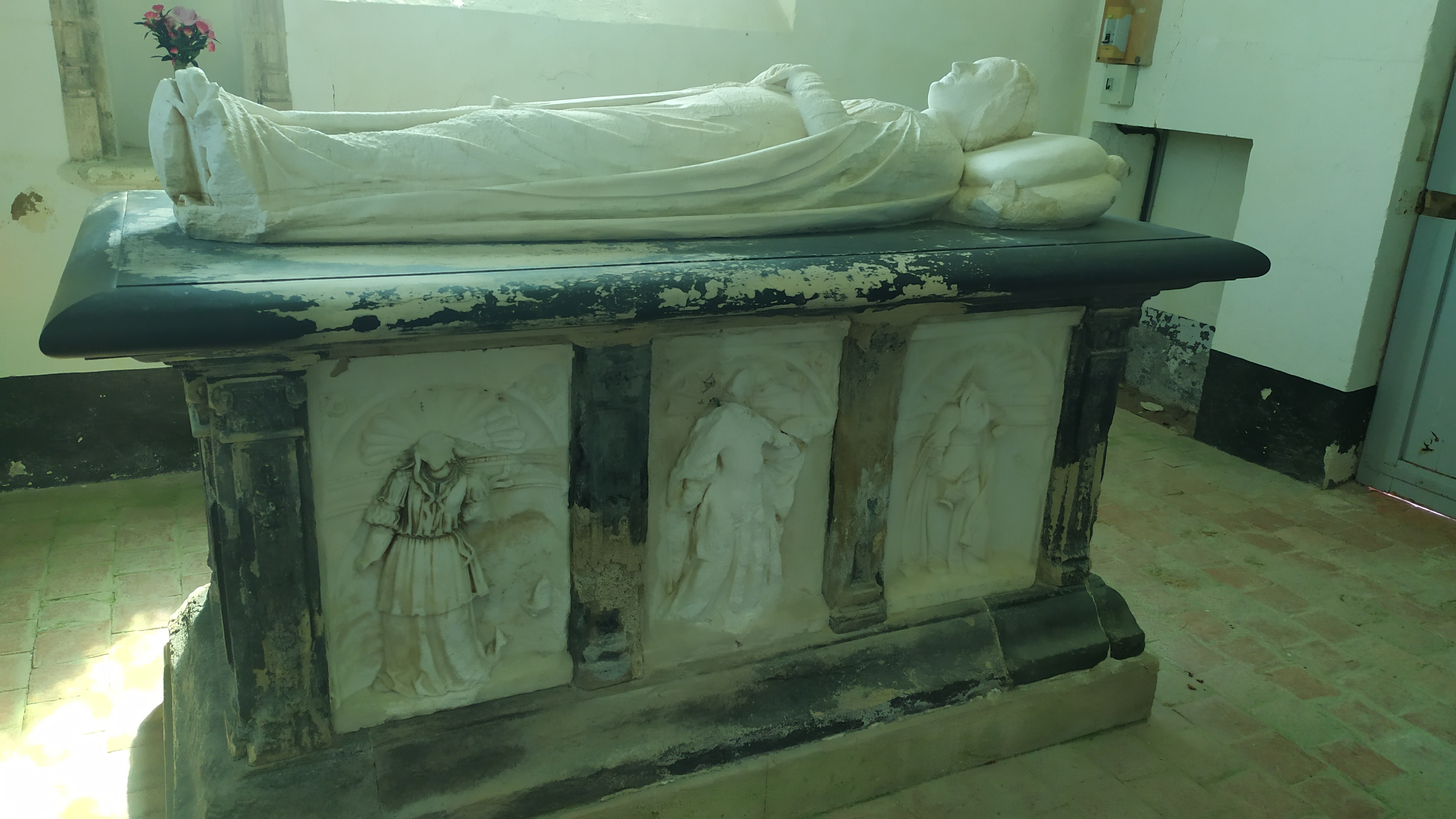

- Monument aux morts

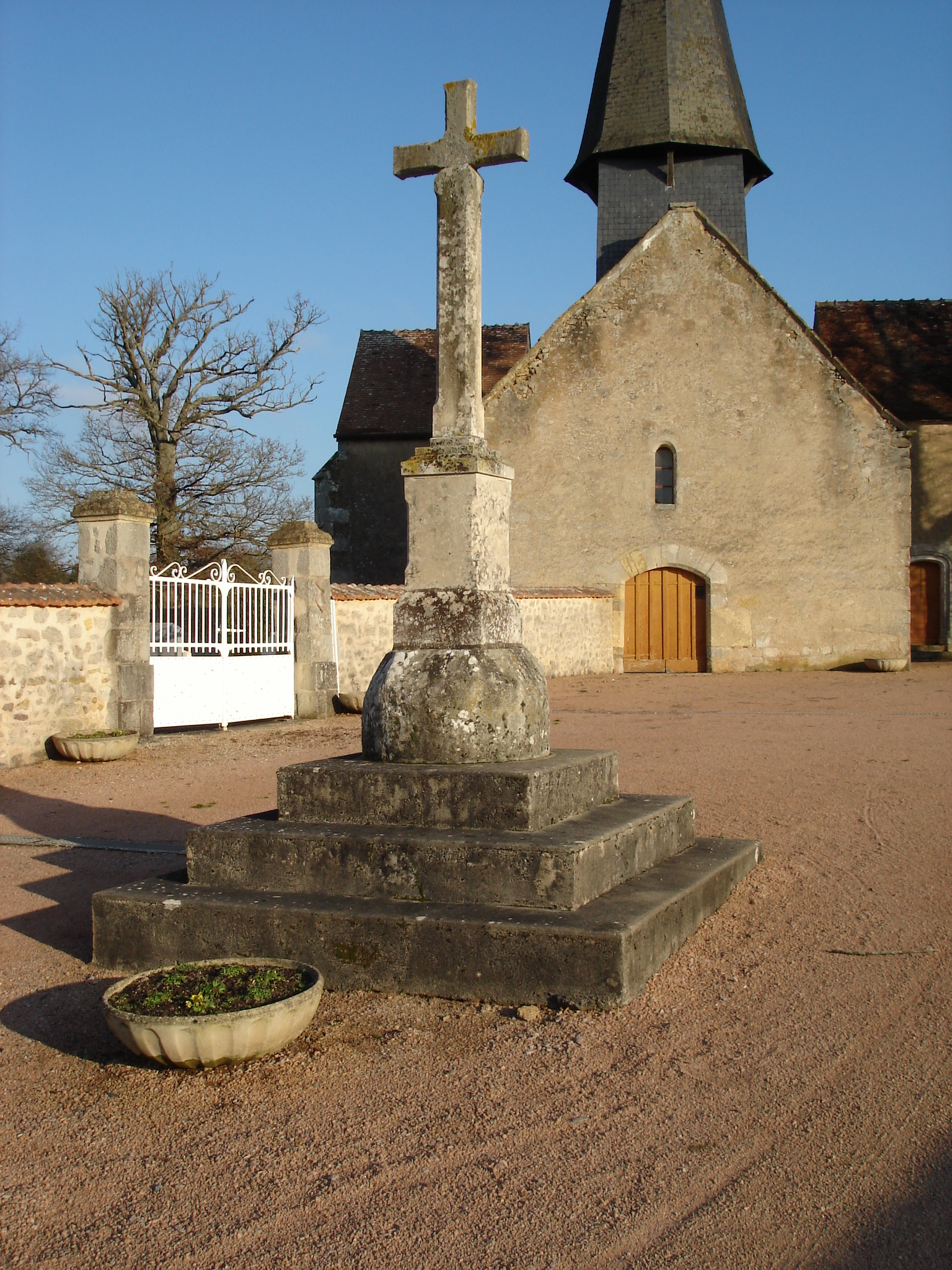
La croix en 2012.

- If remarquable

Classé "arbre remarquable" depuis 2023 il se situe dans le domaine du château de La Motte-Feuilly.
L’arbre offre un tronc de huit mètres de circonférence. Il aurait 700 ans, voire plus et ses branches couvrent une étendue de 22 mètres. La base est entourée d’un amas de pierres.

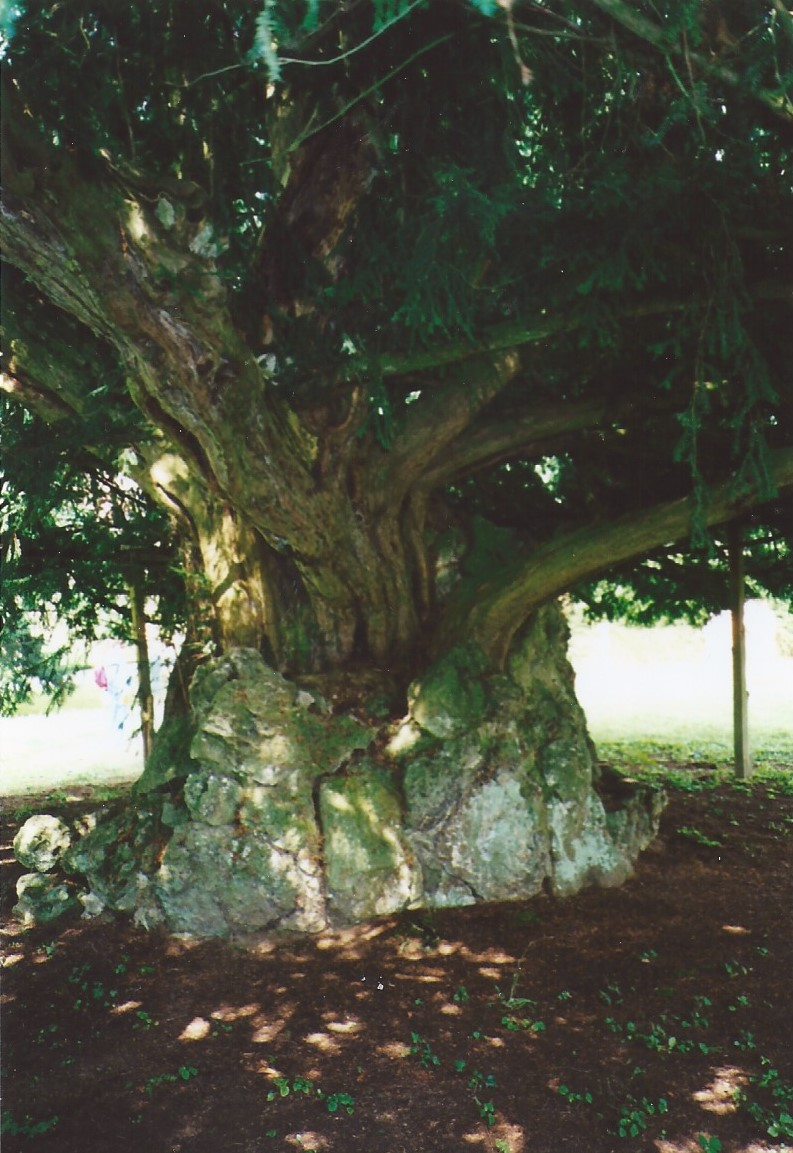

George Sand y fait allusion dans Les Beaux Messieurs de Bois-Doré
L’if monstrueux, qui date du temps de Charlotte d’Albret, appuie ses vénérables segments affaissés sur des quartiers de roche pieusement disposés pour soutenir sa monumentale décrépitude

### Personnalités liées à la commune
- Charlotte d'Albret (1480-1514), fille d'Alain d'Albret le Grand, seigneur d'Albret.
- César Borgia (1475-1507), seigneur italien de la Renaissance, époux de Charlotte d'Albret.